# Tan Son Nhat internationella flygplats
Tân Sơn Nhất internationella flygplats (IATA: SGN, ICAO: VVTS) (vietnamesiska: Sân bay quốc tế Tân Sơn Nhất, vietnamesiska: Cảng hàng không quốc tế Tân Sơn Nhất) är en flygplats i Ho Chi Minh-staden, Vietnam. Med 15,5 miljoner passagerare starter och landningar per år är Tan Son Nhats internationella flygplats Vietnams största flygplats. Markområdet, 850 hektar, omfattar ett bansystem med två banor, fyra terminaler, driftbyggnader med mera, men även jordbruksmark, skogsområden, vattendrag samt en sjö.

## Trafikerande flygbolag

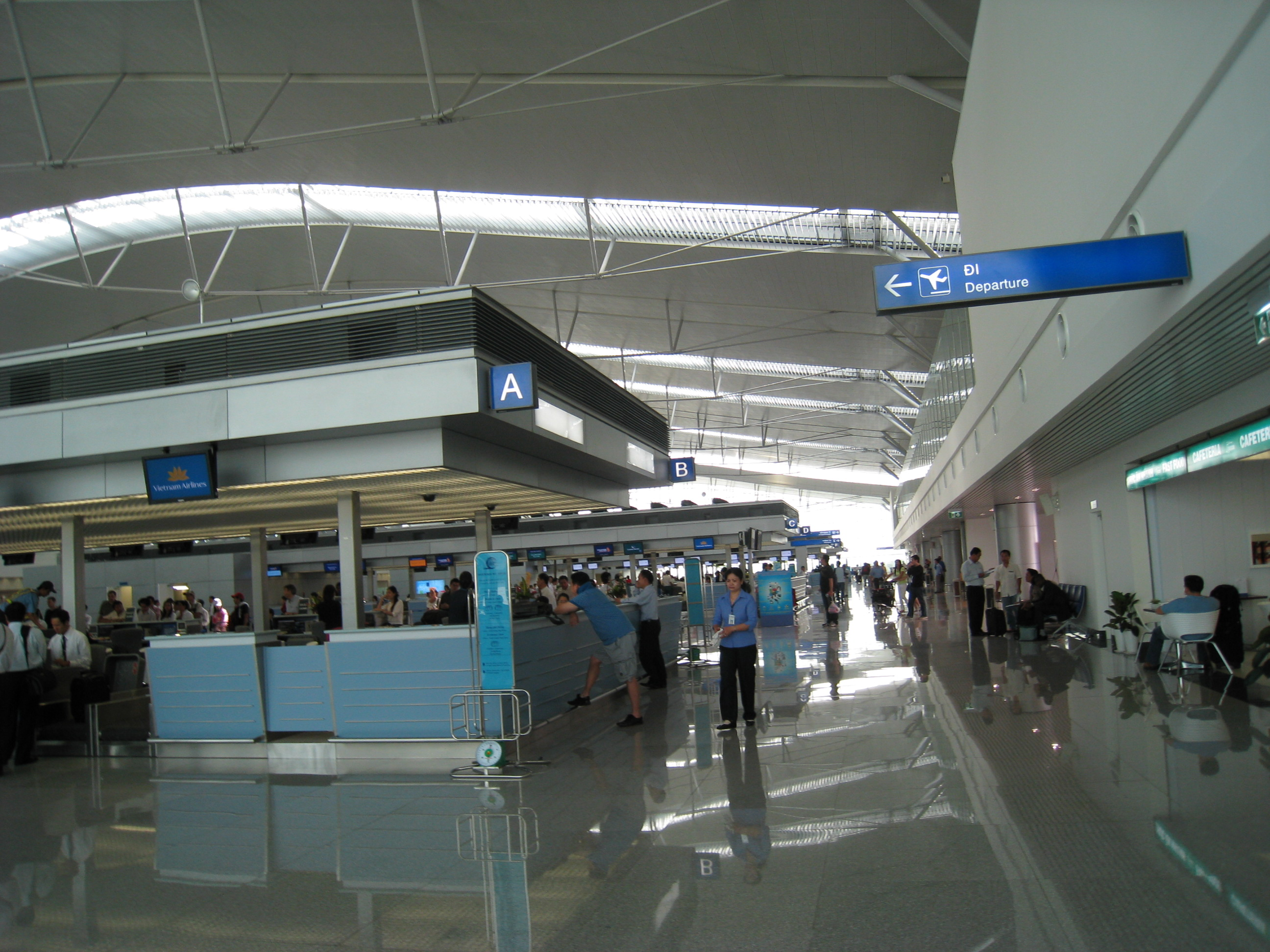
Incheckningsdiskar i Tan Son Nhat internationella terminal.

### Domestic Terminal 1
- VietJet Air (Da Nang, Dong Hoi, Phu Quoc, Buon Me Thuot, Nha Trang, Hai Phong, Quy Nhon, Hanoi, Vinh, Thanh Hoa, Hue)
- Jetstar Pacific Airlines (Danang, Hanoi, Hue, Nha Trang)
- Vietnam Airlines (Buon Ma Thuot, Chu Lai, Da Lat, Danang, Dong Hoi, Hai Phong, Hanoi, Hue, Nha Trang, Phu Quoc, Pleiku, Qui Nhon, Tuy Hoa, Thanh Hoa, Vinh)
- Vietnam Aviation Service Company (Ca Mau, Con Dao, Rach Gia, Chu Lai, Tuy Hoa)

### International Terminal 2
- Air China (Peking, Nanning)
- Air France (Bangkok-Suvarnabhumi, Paris-Charles de Gaulle)
- All Nippon Airways (Tokyo-Narita)
- Asiana Airlines (Pusan, Seoul-Incheon)
- Bangkok Airways (Bangkok-Suvarnabhumi)
- Cathay Pacific (Hongkong)
- China Airlines (Taipei-Taiwan Taoyuan)
  - Mandarin Airlines (Kaohsiung)
- China Eastern Airlines (Shanghai-Pudong)
- China Southern Airlines (Guangzhou)
- EVA Air (Taipei-Taiwan Taoyuan)
  - Uni Air (Kaohsiung)
- Finnair (Helsingfors) (seasonal)
- Garuda Indonesia (Jakarta, Singapore)
- Hong Kong Airlines (Hongkong)
- Indochina Airlines (Hanoi, Da Nang)
- Japan Airlines (Tokyo-Narita)
- Jetstar Asia Airways (Singapore)
- Korean Air (Busan, Seoul-Incheon)
- Lufthansa (Bangkok-Suvarnabhumi, Frankfurt)
- Malaysia Airlines (Kuala Lumpur)
- Nok Air (Bangkok-Don Mueang)
- Pacific Airlines (Bangkok-Suvarnabhumi, Singapore)
- Philippine Airlines (Manila)
- Qantas
  - Jetstar Airways (Sydney)
- Qatar Airways (Doha)
- Royal Brunei Airlines (Bandar Seri Begawan)
- Royal Khmer Airlines (Siem Reap)
- Shanghai Airlines (Shanghai-Pudong)
- Shenzhen Airlines (Shenzhen)
- Singapore Airlines (Singapore)
- Thai Airways International (Bangkok-Suvarnabhumi)
- Tiger Airways (Singapore)
- Turkish Airlines (Bangkok, Istanbul)
- Transaero (Moscow-Domodedovo)
- United Airlines (Hongkong, Los Angeles)
- Vietnam Airlines (Bangkok-Suvarnabhumi, Peking, Busan, Frankfurt, Fukuoka, Guangzhou, Hongkong, Kaohsiung, Kuala Lumpur, Melbourne, Moskva-Domodedovo, Nagoya-Centrair, Osaka-Kansai, Paris-Charles de Gaulle, Phnom Penh, Seoul-Incheon, Siem Reap, Singapore, Sydney, Taipei-Taiwan Taoyuan, Tokyo-Narita, Vientiane)
- Viva Macau (Macau)

### Cargo airlines
- Shanghai Airlines Cargo (Shanghai-Pudong)